# Lindale (Georgia)
Lindale – jednostka osadnicza w Stanach Zjednoczonych, w stanie Georgia, w hrabstwie Floyd.